# Participacija
Pojam participacija, odnosno glagol participirati, ušao je u hrvatski jezik preko njemačkog partizipieren, što potječe od latinskog participare.

## Definicija po Hrvatskom enciklopedijskom rječniku
Participacija, po Hrvatskom enciklopedijskom rječniku:
1. sudjelovanje, sudioništvo, udio, učešće (participirati u novcu, participirati u sredstvima za proizvodnju)
2.  sudjelovanje građana u procesima odlučivanja i aktivnostima na svim područjima društvenog života,te sudjelovanje zaposlenih u odlučivanju o radnim/privrednim poslovima u poduzećima i javnim ustanovama (neposredna/posredna participacija)
3. U filozofiji navode se dva značenja.
A. uvjerenje da sve pojave nastaju djelovanjem nadnaravne sile
B. odnos osjetne stvari i ideje (Platon).
Glagol participirati znači: sudjelovati, biti dionik u čemu; imati udjela u čemu, zajedno s kim snositi troškove. Onaj koji participira je participant, ženski oblik participantica.

## Razna značenja

### Sudjelovanje u troškovima
U Hrvatskoj, pojam participacija najčešće se veže za sudjelovanje (obavezni udio) građana u pokrivanju troškova liječenja. Kada se radi o tome da razne strane dijele neki trošak, obično se u govoru koristi hrvatska riječ "sudjelovanje", odnosno "sudjelovati". Riječ "učestvovati" izbjegava se kao srbizam. U praksi se susreće riječ učešće osobito kod uzimanja kredita, što se može zamijeniti s polog.

### Političko značenje
U političkoj teoriji, važna je koncepcija participativne demokracije. Jedan od značajnih politoloških teoretičara koji su tu koncepciju razvijali je Carole Pateman. U svim suvremenim demokracijama postoje, u manjem ili većem obimu, neki oblici političke participacije građana u odlučivanju, kao nadopuna predstavničkim institucijama. Radikalne koncepcije participacije, nastojeći posve suzbiti značaj predstavničke demokracije, prelaze u ideju samoupravljanja, osobito u anarhizmu.

### Filozofsko značenje
Filozofsko značenje, koje navodi Hrvatski enciklopedijski rječnik pod A, nejasno je. Što se tiče Platonove filozofije: on naučava da sve stvari, koje osjetilima opažamo, sudjeluju (participiraju) u svijetu nepromjenljivih i vječnih ideja, koji postoji nezavisno od materijalnog svijeta, preko svojstava koja posjeduje. Neki predmet koje je lijepo sadrži u sebi ideju ljepote, pa kroz to svojstvo sudjeluje u svijetu ideja; također neki postupak koji je pravedan sudjeluje u ideji pravde itd.
Aristotel je poricao tu koncepciju, odričući idejama samostalno postojanje. U srednjovjekovnoj teologiji, ovaj spor se obnavlja kao sukob realizma i nominalizma. U suvremenoj filozofiji matematike također postoji taj sukob između Cantorove platonističke koncepcije (skupovi postoje nezavisno o našem umu, i mi razmišljajući o njima participiramo u toj stvarnosti) i konstruktuvizma.
Platonistički način mišljenja čest je u svakodnevnom govoru i razmišljanju, iako naravno obično ne u obliku jasno artikuliranog filozofskog uvjerenja. Kada se npr. žalimo da je nešto nepravda, obično podrazumijevamo da postoji neka "objektivna" ideja pravde, nezavisna od uvjerenja pojedinih ljudi, u kojoj onda pojedini čini "participiraju" (ili ne participiraju).

### Religijsko značenje
Opća predodžba da ljudi svojim postojanjem, životom, postupcima pa i mislima participiraju u nekoj realnosti koja prevazilazi ovu materijalnu u kojoj neposredno pribivamo,  prisutna je naravno u manjoj ili višoj mjeri u svim religijama, osobito monoteističkim. U tome postoje razne tendencije i naglasci: obavljanje obreda, primanje sakramenata, svakodnevni trud i moralnost, mistički zanos. Postoje razlike u raznim strujama kršćanstva, židovstva i islama; naravno, nisu apsolutne, sve vrste tradicija postoje u svim religijama i konfecijama, samo s različitim dominantnim naglaskom.
U tradiciji latinskog kršćanstva ("zapadnog", što danas uključuje uz katoličanstvo također i protestantizam) predodžbi o sudjelovanju čovjeka (pa i svijeta u cjelini) u Božanskom pridaje generalno manji značaj, a više se ističe Božja transcendentalnost. Čovjek, pa i čitav svijet, po dominantnoj tradiciji, opterećeni su istočnim grijehom i padom, koji ih je odvajio od Boga.
Čovjek sam, bez Božje milosti, ne može taj pad prevazići, ne može prevazići onu beskonačnu razliku prema Bogu. Bog, međutim, činom beskonačne milosti, kroz Kristovu žrtvu, omogućava čovjeku da se s Bogom pomiri i da mu se vrati. To je temeljno uvjerenje kršćanstva, koje ga razlikuje od židovstva i islama.
U katoličanstvu, čovjek može sudjelovati u Božanskom jedino posredovanjem jedinstvene (katoličke) Crkve, koja kao institucija ima svoju transcendentalnu dimenziju; za pojedinca, osobito je značajno primati sakramente. Jedino kroz Crkvu čovjek se može uzdići iz svojeg stanja pada i osuđenosti ka participaciji u Božanskom koju će spašeni iskusiti nakon smrti, u Raju, gledajući neposredno Božju bit (članak 1023. Katekizma).
U protestantizmu, iako se istočni grijeh osobito naglašava, odbačena je ova ideja Crkve. Nasuprot mukama koje život u ovom palom svijetu donosi, Martin Luther i Jean Calvin ističu značaj osobne savjesti i obavljanja dužnosti koje pred čovjeka stavljaju njegova profesija i druge obaveze; svijet se ne može spasiti, osobito kod Calvina, ali vjerom i savješću može se spasiti vlastita duša (a uspjeh u poslu može biti pokazatelj da Bog odobrava čovjekove napore). Ova protestantska "etika rada", kako kaže Max Weber, odlično odgovara "duhu kapitalizma". Tu heteronomnu etiku osobito zaoštreno formulira Immanuel Kant u svojoj Kritici praktičkoga uma. Uz obavljanje svakodnevne dužnosti, bitna je za participaciju u Božanskom i molitva i proučavanje Svetog Pisma.
U pravoslavlju, manje se ističe značaj čovjekovog Pada i veći značaj pridaje Božjoj imanenciji (sveprisutnosti) u ovom svijetu, nego.transcendenciji, pa onda i čovjek u većoj mjeri svojim životom participira u višoj stvarnosti, u Božanstvu. Također, participirati se može u mističkom zanosu, koji postoji naravno i u katoličkoj tradiciji, ali u pravoslavnoj je prisutniji.
U židovstvu se u većoj mjeri nego u kršćanstvu naglašava značaj svakodnevnog života i usmjerenosti na ovaj svijet. Pojedinac participira u Božjem planu redovno čitajući Toru i obavljajući obrede, te sljedeću u svakodnevnom životu pravila koja Tora propisuje. Isus i rani kršćani to osuđuju kao formalizam. Pojam istočnog grijeha, koji opterećuje sve potomke Adama i Eve, u židovstvu međutim ne postoji: njihov grijeh je bio samo njihov, bez obzira na posljedice, pojedinac nije opterećen grijehom, niti svijet u cjelini. Ovaj svijet je Božje djelo, pa čovjek, sudjelujući u njemu i nastojeći ga spoznati, sudjeluje u Božanskom. Osim toga, židovska vjera snažno potiče pojedinca na socijalno djelovanje, da se ovaj svijet nastoji učiniti boljim, sudjelujući tako u Božjem naumu. Zato židovstvo tradicionalno cijeni učenost, a mnogi Židovi, kada su u XIX. i XX. stoljeću dobili mogućnost izlaska iz geta i sudjelovanja u društvenom i političkom životu, prihvatili su radikalne ljevičarske ideje.